# Comme il est doux de mourir assassiné
Pour plus de détails, voir Fiche technique et Distribution.
Comme il est doux de mourir assassiné (Quanto è bello lu murire acciso) est un film historique italien écrit et réalisé par Ennio Lorenzini et sorti en 1975.
Le titre original du film est celui d'une chanson populaire retravaillée par Roberto De Simone, qui est considéré comme le précurseur du renouveau folklorique napolitain des années 1970.

## Synopsis
Le film dépeint l'expédition ratée organisée par Carlo Pisacane en 1857 pour provoquer un soulèvement dans le royaume des Deux-Siciles.

## Fiche technique
Sauf indication contraire, les informations mentionnées dans cette section peuvent être confirmées par la base de données cinématographiques IMDb,  présente dans la section « Liens externes ».
- Titre français : Comme il est doux de mourir assassiné[2]
- Titre original : Quanto è bello lu murire acciso
- Réalisation : Ennio Lorenzini
- Scénario : Ennio Lorenzini, Stefano Calanchi, Aldo De Jaco (it), Ennio Lorenzini, Stefano Calanchi, Gianni Toti (it)
- Photographie : Gualtiero Manozzi
- Montage : Roberto Perpignani (it), Piera Gabutti
- Musique : Roberto De Simone, Umberto Leonardo, Lina Sastri, Virgilio Villani, Francesco Tiano
- Costumes : Lina Nerli Taviani
- Société de production : Cooperativa autori attori tecnici associati (AATA)
- Pays de production :  Italie
- Langue originale : italien
- Format : couleur - Son mono - 35 mm
- Genre : historique
- Durée : 85 minutes
- Dates de sortie :
  - France : 18 novembre 1975 (Festival du Film de Paris)
  - Italie : 12 décembre 1975 (Turin) ; 4 mars 1976 (sortie nationale)

## Distribution
- Giulio Brogi : Major De Liguoro
- Stefano Satta Flores : Carlo Pisacane
- Alessandro Haber : Nicotera
- Elio Marconato : Falcone
- Barbara Betti : Teresina
- Filippo De Gara (sous le nom de « Filippo Degara ») :
- Raffaele De Luca :
- Laura De Marchi (it) : La femme de Padula
- Bruno Corazzari : Ntoni
- Angela Goodwin : Enrichetta

## Production
Le film a été tourné à Padula, dans la province de Salerne (Campanie) ainsi qu'à Rivello, dans la province de Potenza (Basilicate).

## Accueil
Le critique Tullio Kezich a vu dans ce film une métaphore des aventures bolivariennes de Che Guevara, particulièrement dans les clichés du cadavre de Pisacane, allongé sur une table avant d'être incinéré avec les autres rebelles morts, qui rappellent les fameuses photos prises par les militaires boliviens du corps de Guevara.

## Récompenses
Lorenzini a remporté le Ruban d'argent du meilleur réalisateur débutant et un prix spécial David di Donatello.